# Астигматизам (око)
Астигматизам је рефракциона аномалија ока, која је условљена неправилном закривљеношћу рожњаче тако да је њена преломна моћ различита у разним меридијанима.

## Узрок настанка и подела
Астигматизам може бити урођени и стечени. Урођени настаје као резултат доминантне мутације на неком аутозомном хромозому. Стечени облик астигматизма настаје услед повреда и инфламаторних лезија рожњаче и не може се поправити корекционим стаклима. Астигматизам код кога се два главна меридијана ока налазе под правим углом подложан је исправљању и назива се регуларни (правилни) астигматизам. У великој већини случајева меридијани највеће и најмање закривљености налазе се готово или потпуно водоравно и усправно. Ако се меридијани највеће и најмање закривљености налазе под правим углом, али нису постављени водоравно и усправно, такав облик регуларног астигматизма назива се коси астигматизам. Када осе нису под правим углом већ се укрштају косо, оптички систем се још увек може поправити сфероцилиндричном комбинацијом, а стање се назива двоструко коси астигматизам. Кад се неправилности закривљености меридијана не могу повезати ни са каквом геометријском фигуром, стање се назива ирегуларни (неправилни) астигматизам.
Поред корнеалног (рожњача) постоји још и лентални (сочиво) и ретинални (мрежњача) астигматизам. Лентални се јавља као последица замућења у сочиву, а ретинални услед поремећаја положаја у макули услед патолошких промена (отоци, ожиљци).

## Клиничка слика
Кад постоји астигматизам значајног степена, око никако не може да створи јасну слику на мрежњачи и оштрина вида је значајно смањена. Како би створио јасну слику пацијент покушава да фокусира на мрежњачу једну од фокусних линија. Ово је природни процес прилагођавања. Због усмеравања пажње на фокалну линију, болесник види околину на посебан начин. Кругови се издужују у овале, тачка светлости изгледа продужена. Ако посматра две усправне линије, једна од њих ће бити замућена. У сваком случају правилног астигматизма једна линија ће увек бити јасна, а друга замагљена. Ово се користи у дијагностици астигматизма помоћу одређених геометријских фигура. Ако је оса цилиндра коса, глава се често држи нагнута на једну страну како би се смањила деформација слике. Ова навика код деце може довести до развоја сколиозе. У свим случајевима постоји склоност затварања капака напола, као код кратковидости, јер се на тај начин избегавају зраци из једног меридијана и предмет посматрања може бити јаснији.
Сталан напор током покушаја акомодације (прилагођавања) ока, како би се створила јасна слика, узрокује симптоме слабости и замора ока. Ово је нарочито значајно у случају малих астигматских грешки где је успех акомодације добар, па се око стимулише на јачи напор. У већини случајева мале грешке не узрокују тегобе и прихватају се као природне. У осталим случајевима могуће је постојање низа симптома - главобоље које варирају од благе чеоне до веома интензивне главобоље и цели низ поремећаја као што су вртоглавица, раздражљивост, умор. За разлику од кратковиде особе, астигмата шкиљи при погледу на близину и на даљину. Као и кратковиди, астигмати при читању често држе текст близу очију. Деца са већим степеном астигматизма обично не знају да имају замагљен вид јер никада нису видела фокусирану (јасну) слику предмета.

## Дијагноза
Астигматизам се лако дијагностикује офталмолошким прегледом са рефракционим тестом. Деци или особама које не могу одговарати на питања грешка се одређује тестом који користи рефлектовано светло (ретиноскопија). Посебним инструментима може се мерити закривљеност рожњаче, а исто тако и направити мапа њене површине (топографија рожњаче). Модерним инструментима може се добити видео кератограф - приказ површине рожњаче у облику рељефне мапе различитих боја.

## Лечење
Регуларни астигматизам се коригује цилиндричним стаклима или комбинацијом цилиндричних и сферних сочива, која се називају сфероцилиндрична стаклима када су сједињена у једном стаклу. Осим наочарима, астигматизам се исправља и одговарајућим сочивима.
Хируршка грана која лечи астигматизам назива се рефракциона хирургија јер се њоме исправљају поремећаји преламања светлости. Циљ рефракционе хирургије је преобликовање делова ока.